# یونا، گوآم
گوآم (به انگلیسی: Yona) یک روستا در کشور گوآم است.

## خصوصیات
یونا ۵۱٫۸ کیلومترمربع مساحت و ۶٬۴۸۰ نفر جمعیت دارد.